# لوره برچیچ
لوره برچیچ (کرواتی: Lovre Brečić؛ زادهٔ ۱۶ اوت ۱۹۹۶) تکواندوکار اهل کرواسی است.
وی در مسابقات کشوری و بین‌المللی در مجموع برندهٔ ۳ مدال طلا، ۳ مدال برنز شده‌است.